# Capparis ornans
Capparis ornans là một loài thực vật có hoa trong họ Capparaceae. Loài này được F.Muell. ex Benth. mô tả khoa học đầu tiên năm 1863.